# Плебеи
Плебеи или Плебс (на латински: plebs – множество, народ) са хората, които по времето на римската Република не принадлежат към аристокрацията – патрициите (lat. patres – бащи, предци). Това са предимно селяни земеделци и занаятчии. Не са обаче и роби, които по това време били две трети от римското население.
През 494 пр.н.е. плебеите за първи път се вдигат на протест за повече права (secessio plebis). През 449 пр.н.е. за втори път се стига до вълнения на плебса в Рим, а през 445 пр.н.е. им се дава правото да се женят за патриции (lex Canuleia). Вследствие на това плебеите изграждат собствени граждански структури (Народно събрание и магистратури, народни трибуни и плебейски едили). Проблемите са обаче окончателно решени едва през 287 пр.н.е.. По това време, произхождащият от плебса римски диктатор Квинт Хортензий, издава закон, според който решенията на Народното събрание важат не само за плебеите, но и за римските граждани (lex Hortensia).
По времето на късната република понятието плебс търпи смислово изменение. То сочи вече само социалната диференциация на съсловията – между сенаторите и конниците. Освен това се прави разлика и между градските (има се предвид само град Рим) плебеи (plebs urbana) и селските – plebs rustica. При това plebs urbana имат особено значение, защото на базата на местоживеенето си имат правото да взимат участие в Народното събрание, а с това – да избират магистратите. Спорно е дали са били истински политически фактор или играчка в ръцете на популярните политици.
Днешното значение на думата плебс е по-скоро негативно и се отнася най-често до „простия народ“, „необразованото мнозинство“.